# 孫星允
孫星允（韓語：손성윤，1984年8月24日—），韓國女演員。

## 演出作品

### 電視劇
- 2006年：KBS《黃真伊》
- 2008年：MBC《綜合醫院2》
- 2008年：tvN《神秘刑警》
- 2009年：tvN《沒禮貌的英愛小姐5》飾演 孫星允
- 2009年：tvN《沒禮貌的英愛小姐6》飾演 孫星允
- 2010年：MBC《料理絕配Pasta》飾演 朴燦熙
- 2011年：MBC《我的公主》飾演 申微笑
- 2011年：SBS《女人的香氣》飾演 南娜莉
- 2011年：MBC《愛情萬萬歲》飾演 珠莉的同事
- 2012年：tvN《一年十二個男人》飾演 張敏珠
- 2013年：KBS《蔘生》飾演 奉金玉
- 2014年：MBC《媽媽》飾演 姜來妍
- 2015年：KBS《Drama Special－滑稽的女子》飾演 南雅瑩
- 2015年：SBS《離婚律師戀愛中》飾演 車有蘭
- 2015年：MBC《明天也勝利》飾演 尹泰熙／尹漢娜
- 2016年：MBC《再一次 Happy Ending》（特別出演）
- 2016年：KBS《花郎》飾演 俊貞
- 2017年：tvN《今生是第一次》（特別出演）
- 2018年：MBC《牽著手，看夕陽西下》（特別出演）
- 2018年：tvN《金秘書為何那樣》飾演 金娜延（特別出演）
- 2018年：tvN《一起吃飯吧3：Begins》（特別出演）
- 2019年：tvN《觸及真心》飾演 柳夏天
- 2019年：KBS《太陽的季節》飾演 張正熙（青年，特別出演）
- 2020年：KBS《結過一次了》飾演 劉寶英
- 2021年：MBN《綁匪－盜取命運》飾演 金大錫的前妻
- 2021年：tvN《我的室友是九尾狐》飾演 徐英珠教授（特別出演）
- 2021年：KBS《愛的麻花》飾演 姜允雅
- 2023年：KBS2《優雅的帝國》飾演 賈桂琳·泰勒（崔旼夏）

### 電影
- 2018年：《女哭聲》飾演 金景蘭
- 2021年：《韓國恐怖校園故事 點名沒到的同學》 飾演 報案路人

### MV
- 2005年：Feel《醉中告白》
- 2007年：Two Some《過的好嗎》

## 外部連結
- 孫星允的X（前Twitter）
- 孫星允的Instagram帳戶